# جورج أرنولد (ملحن)
جورج أرنولد (بالألمانية: Georg Arnold)‏ هو عازف الأرغن وملحن نمساوي، ولد في 23 أبريل 1621 في Valtice ‏ في التشيك، وتوفي في 16 يناير 1676 في بامبرغ في ألمانيا.

## وصلات خارجية
- جورج أرنولد على موقع ميوزك برينز (الإنجليزية)